# Боднат (ступа)
Боднат или Боданат, също и Кхасти или Бода, е будистки храмов комплекс с една от най-почитаните ступи в Непал.
Намира се на около 11 км североизточно от центъра на Катманду и заедно с масивната мандала е сред най-големите ступи на Непал и в света.
Тази древна ступа отдалеч се очертава на хоризонта. Притокът на тибетски бежанци след китайската окупация е причина за изграждането на около 50 гомпи (специални места за медитационна пактика) и манастири в района. След 1979 г. тупата Боднат заедно със Сваямбху е включена в списъка на ЮНЕСКО на световното културно и природно наследство, като те са сред основните туристически забележителности на региона на Катманду.
Ступата се намира на древния търговски път, който навлиза от Тибет в долината Катманду покрай селото Санкху и другата древна по-малка ступа Ка-Бахи (Малката Бода), подминавайки и града Катманду, който фактически е основан по-късно. Много векове тибетските търговци са спирали тук за почивка и изразявали почитта си. Когато през 1950-те години тибетските бежанци са идвали в Непал, много от тях са се установили около Боднат. За ступата се казва, че съдържа останките на Кашяпа, почитан както от будисти, така и от индуси.

## Легенда за построяването
Селото около голямата Ступа Кашяпа е общоизвестно като Бода, което на Тибетски е наречено Ямбу Чортен Ченпо. Ямбу е името, с което Катманду е известен в Тибет, а Чортен Ченпо означава велика Ступа. Пълното име на Ступата обаче е Джа Рунг Кашол Чортен Ченпо, което може да се преведе като „Завършена чрез заповедта да бъде продължена“.
Тази Ступа има интересна история, която обяснява странното ѝ име. Тази история се отнася до времето на Буда Кашяпа, който живял много преди времето на Буда Шакямуни. След смъртта на Буда Кашяпа една стара жена с четиримата си синове погребала останките на великия учител на мястото, където сега е гигантската могила, която самата жена въздигнала. Преди да започне работата си тя се обърнала към краля, който управлявал по това време с молба „да продължи“ изграждането на Ступата. По това време като резултат от големите жертви и отдаденост от страна на жената и нейните синове работата вече била завършена и тези които виждали Ступата бивали поразени от мащаба на работата, която била извършена.
Особено властниците по това време си казали, че щом такава стара дама има разрешението да построи такава изумителна ступа, то би трябвало да построят храм като планина. Затова решили да помолят краля да забрани продължаването на работата. Когато изложили това пред краля негово величество отговорил: „Аз завърших с даването на нареждане на жената да продължи работата. Кралете не могат да престъпват думата си и аз няма да оттегля заповедта си сега.“
И така Ступата била завършена и оттук нейното странно име Джа Рунг Кашол Чортен Ченпо.

## История
Има непалски източници, предлагащи версии за произхода на Ступата, приписващи изграждането и на крал Шивадева (590 – 604) и крал Манадева (464 – 505). Тибетски източници твърдят, че строежът е от края на 15-и и началото на 16 век и че там са открити костите на крал Амшуварна (605 – 621).
Тибетският император Трисонг Децен също се свързва с построяването на ступата Боднат.

## Галерия
- 2015